# Amygdalum politum
Amygdalum politum är en musselart som först beskrevs av Addison Emery Verrill och S. Smith 1880.  Amygdalum politum ingår i släktet Amygdalum och familjen blåmusslor. Inga underarter finns listade i Catalogue of Life.